# La Glorieta (Murcia)
La Glorieta de Murcia (Región de Murcia, España), denominada oficialmente como Glorieta de España, es uno de los espacios urbanos más destacados de dicha ciudad española. Situada en el casco antiguo de la urbe, es una plaza peatonal, centro turístico por excelencia de Murcia ya que en ella tienen su sede importantes edificios del poder civil y eclesiástico, como el Ayuntamiento o Casa Consistorial y el Palacio Episcopal.
Fue en el siglo XVIII cuando se llevaron a cabo las primeras obras que dieron forma a esta plaza. Se trata de un espacio abierto y ajardinado, con flores, palmeras y surtidores de agua. Junto a ellos se han ido colocando, a lo largo del tiempo, diversas estatuas y monumentos artísticos que convierten a esta glorieta en un punto de referencia.

## Ubicación
La plaza de la Glorieta, con su forma prácticamente rectangular, ocupa el espacio comprendido entre los edificios del Ayuntamiento y del Palacio Episcopal al norte y la avenida Teniente Flomesta -arteria que la separa del río Segura- al sur. Limitando sus lados cortos con el llamado Martillo (ala porticada) del Palacio Episcopal hacia el este y la plaza Martínez Tornel al oeste. De este modo, queda abierta al cauce del Segura, dándole una sensación de mayor amplitud a este espacio peatonal.

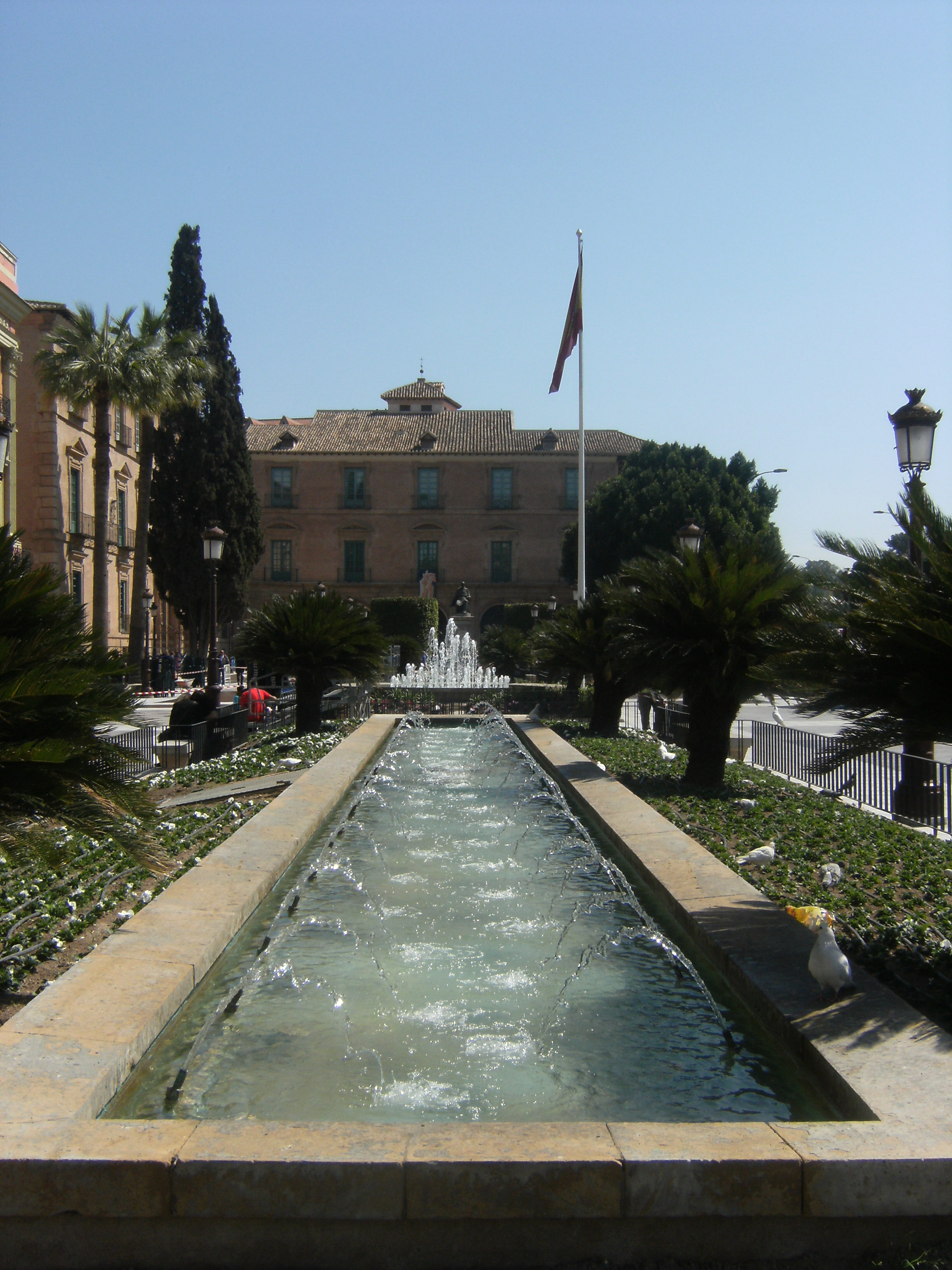
Imagen de los jardines y fuentes de la Glorieta.

La Glorieta se comunica con la plaza de Belluga a través de la calle del Arenal. A ella también acceden las calles Tomás Maestre, Sol (donde se situaba la puerta del Sol de la muralla medieval) y San Patricio.

## Historia
Esta plaza se sitúa donde antiguamente se encontraba el Daraxarife o Alcázar del Príncipe, junto al cauce del río Segura, en el llamado Arenal. Este alcázar de origen musulmán era un anexo del Alcázar Mayor de la ciudad, situado en sus proximidades. 
Durante el siglo XVIII, en medio de un boom económico para la ciudad, comenzaron las reformas en ese emplazamiento, lo que supuso la demolición del Daraxarife (que desde la conquista de Murcia era sede del concejo) y las murallas de la ciudad que servían de contención para las crecidas del Segura en este sector. Toda la zona fue entonces aprovechada para llevar a cabo una importante reforma urbana, facilitada al construirse un nuevo muro de contención del río -o encauzamiento-, que iba desde la entrada del Malecón hasta la antigua plaza de las Barcas (actual plaza de la Cruz Roja), encontrándose el origen de la actual Glorieta en ese espacio ganado al río.
A finales del mismo siglo se aprovechó el material de derribo procedente de las torres del Palacio del Santo Oficio para concluir la construcción de la Glorieta. Por su situación, en un antiguo arenal fluvial, a esta nueva plaza se le comenzó a denominar Arenal, y al jardín creado en él, Glorieta del Arenal.
El nuevo Palacio Episcopal de estilo barroco-rococó (edificado entre 1748 y 1768 sobre las antiguas casas del Adelantado) y el nuevo edificio del Ayuntamiento de finales del siglo XVIII (precedente del actual) dieron la primera impronta urbana a este espacio.
En 1843 el escultor Santiago Baglietto llevó a cabo el diseño y construcción de una verja que cerraba todo el conjunto de la plaza. Este espacio estuvo bordeado primero por una verja de madera, que fue más tarde sustituida por una de hierro. Tenía además, cuatro amplias puertas orientadas cada una hacia un punto cardinal: Norte, Sur, Este y Oeste. 

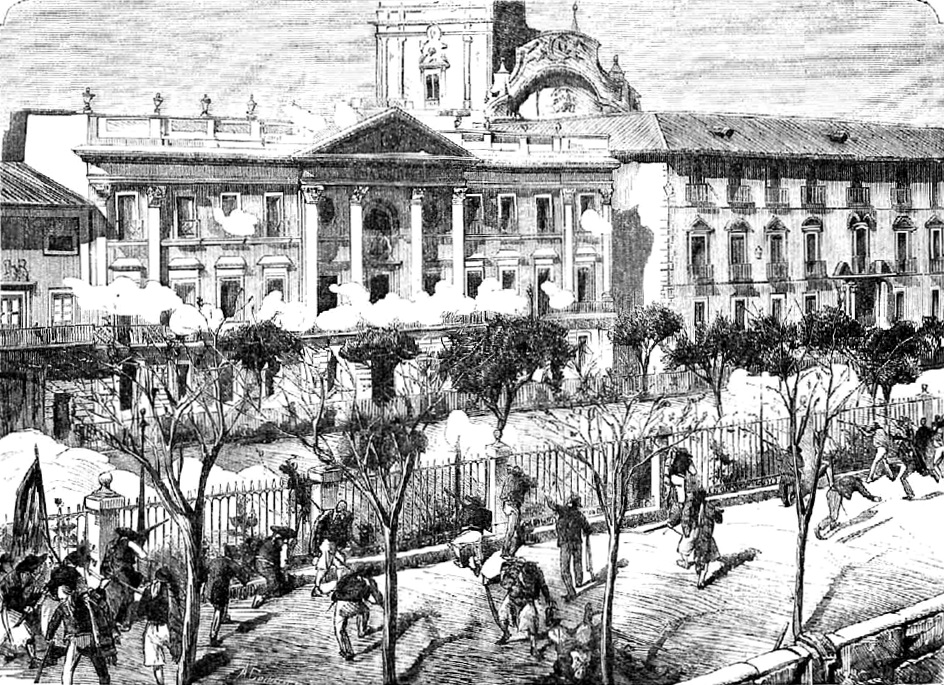
Toma del Ayuntamiento, en la Glorieta, por los insurrectos de Antonete, en La Ilustración Española y Americana (1872).

En 1851 el arquitecto Juan José Belmonte, a quien se le encargó entre 1846 y 1848 la construcción del nuevo Ayuntamiento que preside actualmente la plaza, diseñó las cuatro puertas de hierro de la verja que recorría el Paseo de la Glorieta. Mientras, en 1867 se le dotó de luz artificial mediante la instalación del alumbrado de gas. 
En 1872, la Glorieta fue el centro de la insurrección republicana federal que los seguidores de Antonete Gálvez llevaron a cabo aquel año.
En el año 1908 se producen nuevas reformas, eliminándose las puertas, las verjas y los postes que formaban parte de su diseño, convirtiéndose en un lugar abierto.
El 14 de abril de 1931, la Glorieta fue el lugar de la proclamación de la II República española en la ciudad y las posteriores celebraciones que se llevaron a cabo.
Durante la Guerra Civil española (1936-1939) se construyeron en la plaza una serie de refugios antiaéreos en los que la población pudiera resguardarse en caso de ataque. 
El diseño actual de la Glorieta es obra del arquitecto Daniel Carbonell, realizado a comienzos de los años 1960. A finales de la década anterior se procedió al derribo de la manzana de edificios más próxima al antiguo Hotel Victoria, donde se encontraban los tradicionales y concurridos cafés del Arenal, para hacer más amplia la Glorieta, dejando como nuevo frente urbano en ese sector lo que era el lado norte de la antigua calle de la Palmera, hoy Tomás Maestre.  
Con la última reforma realizada a finales de los años 1980, se eliminaron los refugios antiaéreos y se procedió a la construcción de un aparcamiento público subterráneo.

## Edificios de interés
El edificio que preside la plaza es la Casa Consistorial, palacio neoclásico de mediados del siglo XIX obra del arquitecto Juan José Belmonte que sustituyó a otro anterior de finales del XVIII. Desde tiempos del rey Alfonso X, la municipalidad de la ciudad ha ocupado el mismo solar pues dicho rey donó el antiguo Alcázar del Príncipe o Daraxarife a los magistrados concejiles de Murcia en 1267.

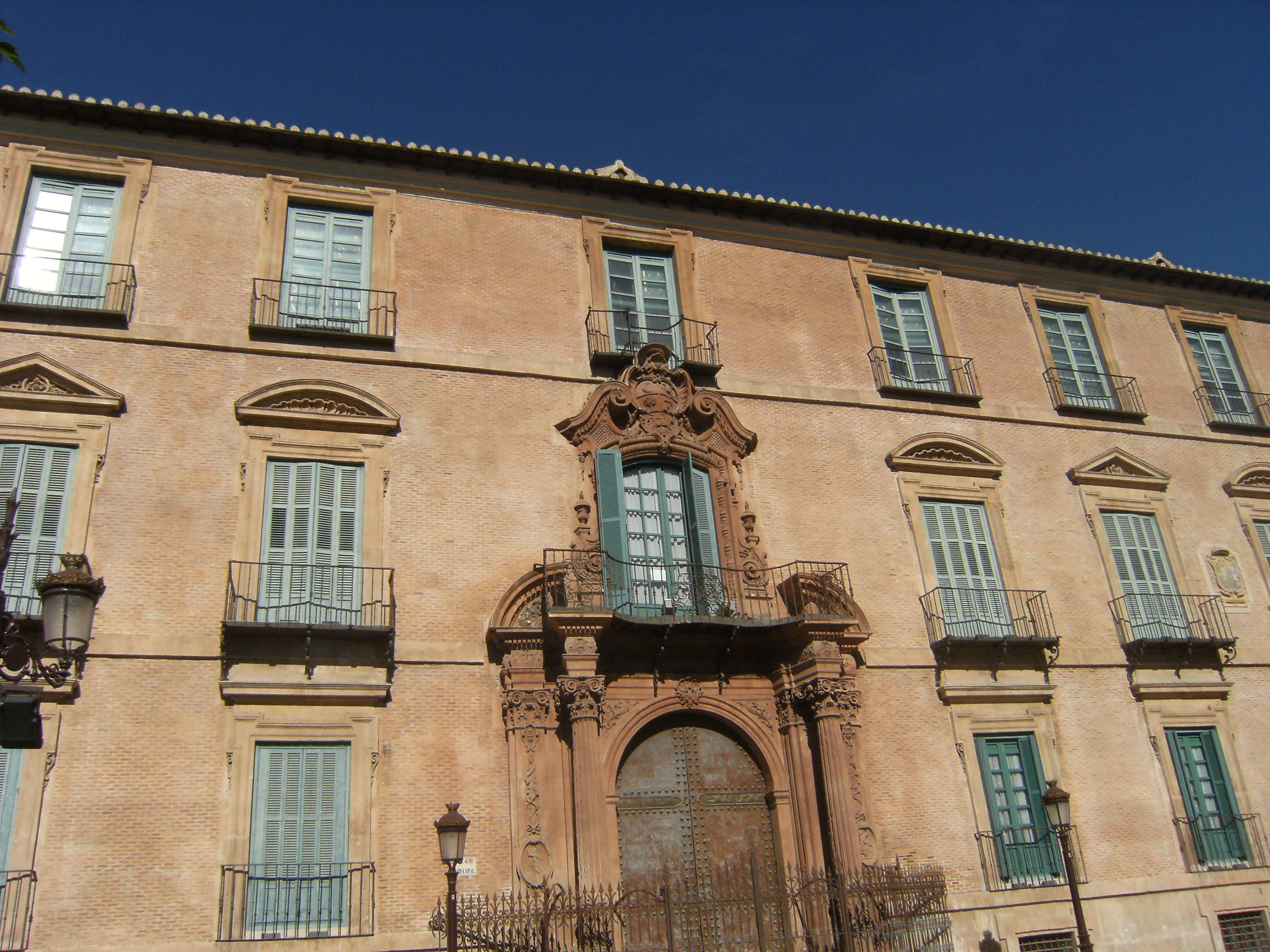
Fachada de la Glorieta del Palacio Episcopal.

Alineado con la fachada del Ayuntamiento, pero separados por la calle Arenal, se sitúa la parte posterior del Palacio Episcopal, principal palacio barroco de la ciudad edificado a mediados del siglo XVIII por Baltasar Canestro y José López. La curiosa disposición del edificio en forma de "L" le hace ser el cerramiento arquitectónico de la Glorieta en su lado oriental, a través de un cuerpo porticado saliente denominado popularmente como el Martillo. 
En el otro extremo de la Glorieta, situado ya en la contigua plaza de Martínez Tornel, se sitúa el edificio neomudéjar del antiguo Hotel Victoria, de 1885 y que constituye el cerramiento arquitectónico del otro extremo del espacio urbano. 
En el subsuelo de la Glorieta, en el actual aparcamiento público que hay bajo su superficie, se encuentran los restos de un torreón de la Muralla árabe de Murcia del siglo XII, que fue encontrado en las obras de creación del susodicho aparcamiento. Este hallazgo demostró que la actual glorieta estaba ocupada por las viejas murallas de la ciudad y el espacio que separaba a éstas del cauce del río.

## Monumentos

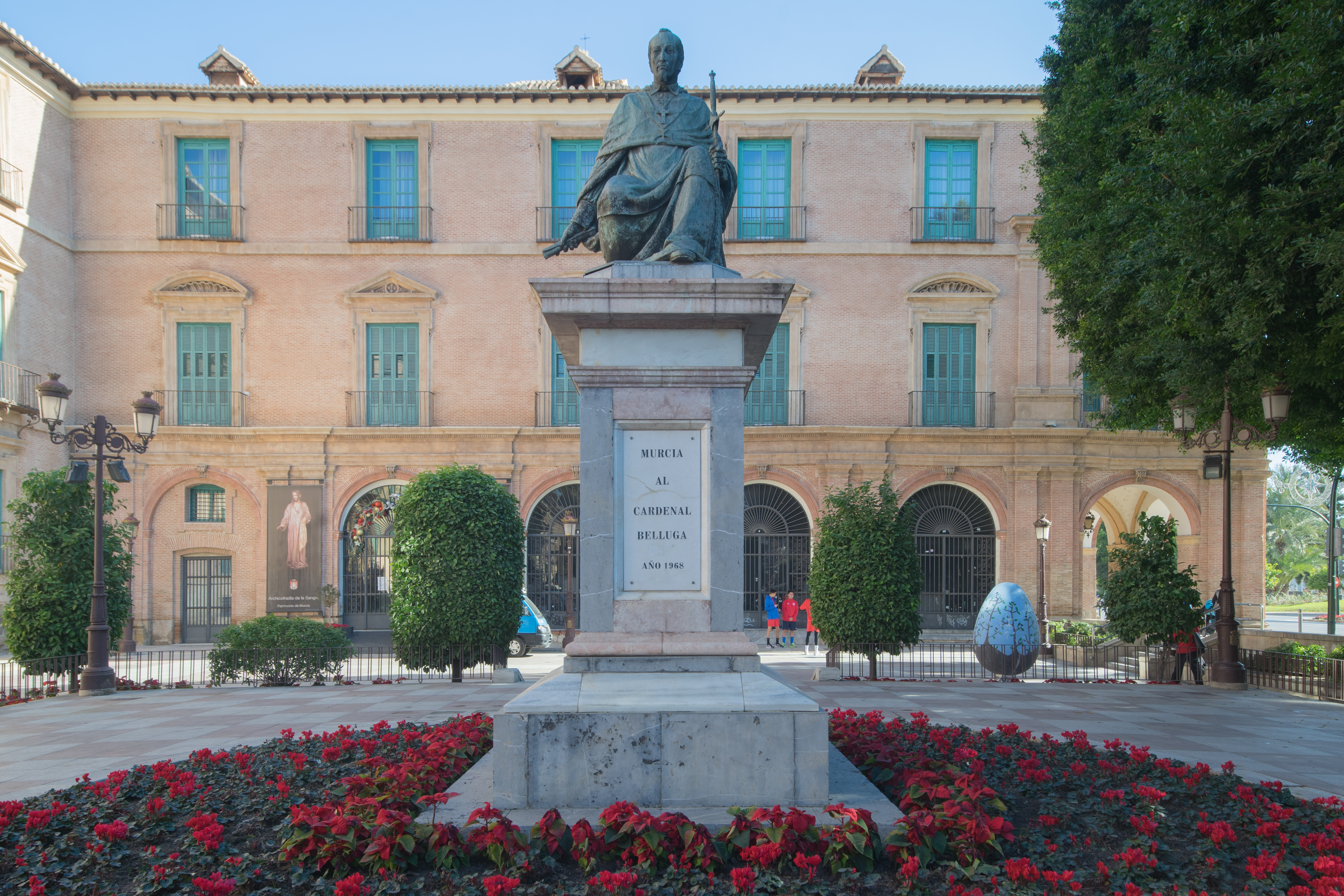
Estatua del Cardenal Belluga en La Glorieta.

Entre 1822 y 1827, el arquitecto Francisco Bolarín diseñó un monumento en honor al rey Fernando VII que fue colocado en la Glorieta. Esta estatua fue destruida el 3 de mayo de 1827 por una masa de población enfurecida, quedando de ella solamente el pedestal. Éste fue reutilizado años después para colocar sobre él la estatua del Conde de Floridablanca, ubicándola en el jardín que lleva su nombre.
La plaza está presidida actualmente en su lado oriental por una estatua monumental del Cardenal Belluga, que fue nombrado Obispo de la Diócesis de Cartagena en 1705 y virrey del reino de Murcia por Felipe V, realizada en bronce por el escultor Juan González Moreno en 1958 y situada en un espacio elevado frente a la fachada del Palacio Episcopal. En el otro extremo de la plaza podemos ver el monumento dedicado al nazareno murciano, obra de Antonio Campillo Párraga de 1998, así como el busto de José Martínez Tornel.

## Distintas denominaciones
La plaza ha sufrido numerosos cambios de nombre a lo largo de su historia, muestra de la importancia simbólica de este lugar. En 1873, con motivo de la insurrección cantonal y por un breve tiempo pasó a denominarse plaza de la Constitución. Con la vuelta al poder de la Monarquía en 1874, la plaza pasó a llamarse Glorieta de Alfonso XII, en honor al nuevo monarca. De nuevo cambió de nombre cuando en 1906, el rey Alfonso XIII contrajo matrimonio con Victoria Eugenia de Battenberg, pasando a llamarse Glorieta de la Reina Victoria en honor a esta última. Durante la II República, se cambió el nombre por el de plaza del 14 de Abril, en conmemoración del día en que fue instaurado de nuevo el sistema de gobierno republicano en España.
En la etapa franquista pasó a denominarse con el nombre de Glorieta de España, nombre que ha perdurado hasta la actualidad, aunque se tiende a llamar sólo como la Glorieta.